# Rotterdam Open 2015
Il Rotterdam Open 2015, conosciuto anche con il nome di ABN AMRO World Tennis Tournament 2015 per ragioni di sponsorizzazione, è stato un torneo di tennis che si è disputato su campi di cemento indoor. È stata la 42ª edizione del Rotterdam Open, facente parte dell'ATP World Tour 500 series nell'ambito dell'ATP World Tour 2015. Si è giocato nell'impianto dell'Ahoy Rotterdam, a Rotterdam nei Paesi Bassi, dal 9 al 15 febbraio 2015.

## Giocatori

### Teste di Serie
| Nazione     | Giocatore             | Ranking* | Testa di Serie |
| ----------- | --------------------- | -------- | -------------- |
| Regno Unito | Andy Murray           | 4        | 1              |
| Canada      | Milos Raonic          | 6        | 2              |
| Rep. Ceca   | Tomáš Berdych         | 7        | 3              |
| Svizzera    | Stan Wawrinka         | 9        | 4              |
| Bulgaria    | Grigor Dimitrov       | 11       | 5              |
| Lettonia    | Ernests Gulbis        | 13       | 6              |
| Spagna      | Roberto Bautista Agut | 16       | 7              |
| Francia     | Gilles Simon          | 19       | 8              |

* Ranking al 2 febbraio 2015.

### Altri partecipanti
I seguenti giocatori hanno ricevuto una wild card per il tabellone principale:
- Robin Haase
- Jesse Huta Galung
- Alexander Zverev

I seguenti giocatori sono passati dalle qualificazioni:

- Andrej Kuznecov
- Nicolas Mahut
- Paul-Henri Mathieu
- Édouard Roger-Vasselin

## Campioni

### Singolare
Stan Wawrinka ha sconfitto in finale  Tomáš Berdych per 4-6, 6-3, 6-4.
- È il nono titolo in carriera per il tennista svizzero, il secondo del 2015.

### Doppio
Jean-Julien Rojer /  Horia Tecău hanno sconfitto in finale  Jamie Murray /  John Peers per 3-6, 6-3, [10-8].